# Топонимия Курганской области

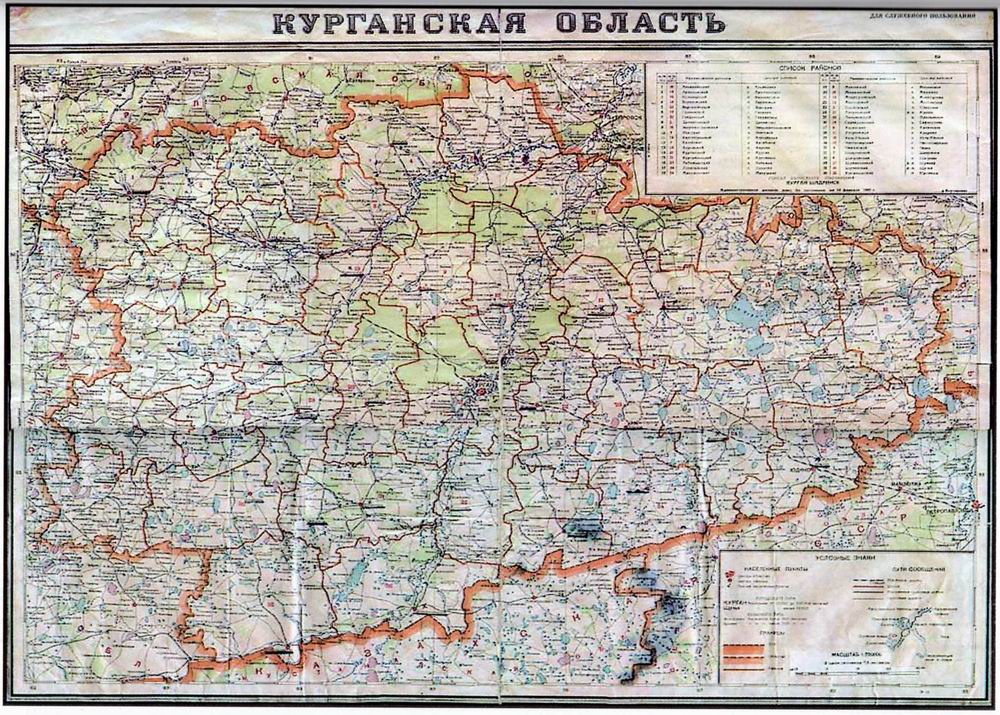
Курганская область в границах 1943 года

Топонимия Курганской области — совокупность географических названий, включающая наименования природных и культурных объектов на территории Курганской области.
Курганская область образована Указом Президиума Верховного Совета СССР от 6 февраля 1943 года
Через год, 14 августа 1944 года, Указом Президиума Верховного Совета СССР была создана Тюменская область, которой из состава Курганской области были переданы Армизонский, Бердюжский, Исетский и Упоровский районы.
С 1943 года название региона не менялось.

## История формирования топонимии
Формирование топонимии области обусловлено её историей.
Во II тысячелетии до н. э. на территории региона обитали племена, которые получили название алакульских — по первому раскопанному могильнику у озера Алакуль в Щучанском районе. В середине I тысячелетия до н. э. местные племена познакомились с железом, в этот же период Зауралье населяли оседлые и полуоседлые племена племена скотоводов-земледельцев, сохранились многочисленные погребения племенной знати того времени — курганы, среди которых — Царёв курган, давший название нынешнему областному центру.
В результате перемещения племён в I—II веках н. э. произошла тюркизация лесостепного Притоболья, началось заселение Зауралья тюрками. В XIII веке территория региона вошла в сферу влияния Золотой Орды, а позже — в состав Сибирского ханства.
Освоение Зауралья русскими началось с XV века, но до XVI века шло очень медленно, вели его в основном купцы и промышленники — первоначально новгородские, затем московские, приобретавшие пушнину в обмен на русские товары. На торговых путях возникали поселения — слободки, зимовья, городки.
Во второй половине XVI века, после падения Казанского и Астраханского ханств освоение Зауралья ускорилось. В результате похода под командованием Ермака была взята столица Сибирского ханства, полный же разгром завершили другие отряды в 1586 году. С этого времени Зауралье вошло в состав Русского государства. До прихода русских здесь проживали четыре основных этноса — татары, башкиры, калмыки и киргиз-кайсаки (предки казахов)..
В XVII веке закладываются крупнейшие города региона. Так, в 1662 году крестьянин Тимофей Невежин срубил избу на берегу Тобола вблизи древних курганов, положив начало будущему областному центру. Первое название — Царёво Городище — поселение получило по Царёву кургану. В том же году переселенец Юрий Малечкин, прозванным также Юшкой Соловьём, направил в Тобольск челобитную с просьбой разрешить построить острог и слободу на Шадриной заимке. В Наказной памяти на заведение Шадринской слободы Юшке Соловью было разрешено «лета 7171 (1662 год) сентября в 15 день (25 сентября)» начать строительство, давшее начало городу Шадринску. Ещё раньше, в 1644 году преподобный Далмат Исетский основал на левом берегу реки Исети, при впадении в неё Течи, Далматовский Успенский монастырь, а через 7 лет при монастыре возникла слобода, давшая начало городу Далматово.
По оценкам курганских краеведов, самый поздний по времени возникновения и самый большой по объёму (ок.92 %) топонимический слой региона — русские географические названия. Вторая группа по численности (ок. 7 %) — тюркские топонимы. Для них характерны форманты «ган», «куль», «курт», «мыш». Выделяются угорские форманты «сав», «су». По-видимому, часть топонимов с основой «-вар», «-вара» можно связать с индоевропейским этносом, «-сет», «-каз», — с кетскими топонимами.
Многие ойконимы региона, воспринимающиеся как русские по звучанию, являются адаптированными вариантами тюркских топоформантов. Особенно часто это проявляется в отношении названий населённых пунктов, происходящих от более ранних по времени появления гидронимов, имеющих, как правило, тюркское происхождение. Так, от лимнонимов — названий местных озёр — несут свои названия такие райцентры области, как Сафакулево, Варгаши, Петухово, Шумиха, Щучье, Мишкино, Макушино, Половинное, Альменево и Лебяжье. Русские поселенцы выступали по отношению к озёрам, на берегах которых селились, в роли заимщиков, владеющих данным угодьем по праву первопользователя, что находило отражение в идентичности названий озёр и селений возле них.

## Состав топонимии
По состоянию на 28 марта 2023 года, в Государственном каталоге географических названий в Курганской области зарегистрировано 5908 названий географических объектов, в том числе 1233 названия населённых пунктов. Ниже приводятся списки наиболее значимых природных объектов и крупнейших населённых пунктов Курганской области с характеристиками их этимологии.

### Гидронимы
Крупнейшие реки:
- Тобол — происхождение названия «Тобол» остаётся нераскрытым. Представляются неправомерными версии о сходстве слова с казахским тобылки 'таволга', «лабазник» (по-казахски Тобол — Тобыл), мансийское Тогал 'плохой', топпа 'край, граница' («пограничная река»), Тоболак (имя хана) и др. Вероятнее всего, Тобол является местным угорско-тюркским словосложением: угорское тов-(тоб-) плюс тюркское ол (ул, юл). Древнее угорское заимствование тоб- (совр. мансийское тов 'приток реки, ветвь', хантийское тоу, тоух 'озёрная протока') в результате адаптации в тюркской языковой среде осложнилось сегментом -ол (из -ул / -юл 'ручей, река') и вошло в русский язык уже в модифицированной тюркской огласовке.
- Исеть — единого мнения о происхождении гидронима не существует. Высказывались гипотезы о его связи с этнонимом исседоны, зафиксированном древнегреческими историками, татарская (ис эт — собачий запах) и кетская (исе сет — рыбная река) версии. При этом следов присутствия на Урале исседонов или кетов не зафиксировано, версия о татарской этимологии механистична и нарушает законы языка (порядок слов). По оценке А. К. Матвеева, наиболее продуктивным представляется «угорское» или «пермское» направление поисков: близ Исетского озера, из которого вытекает Исеть, находится группа озёр с названиями на «-тым», которое увязывается с венгерским и южномансийским «-то» и пермским «-ты» — «озеро». Если принять эту версию, то формант «ть» («т») в гидронимах типа «Исеть», «Аять» можно рассматривать как начальный согласный топоформанта «т+гласный» («то», «ты» и т. д.) со значением «озеро», переработанного в процессе дорусского и русского освоения[8].
- Миасс — о происхождении гидронима существуют многочисленные гипотезы, в частности, версия о том, что он происходит от тюркских «-мий» («топь, топкое место») и «-асс» — уменьшительный суффикс, то есть «малая топь». А. К. Матвеев отмечает, что в основу гидронима мог лечь и тюркский формант «меес» («безлесное отлогое место», «покатость», «южная сторона горы»), но он зафиксирован только на Алтае и в Саянах. Матвеев не исключает также дотюркского происхождения гидронима[9].
- Юргамыш — по оценке А. А. Свинкина, с тюркского — «пограничная» [для пастбищного овцеводства], где «Yr» выступает в значении «верх, граница», «гак» — «проходить», а «-мыш» — показатель маркирующий отглагольное прилагательное результата действия[10].
- Куртамыш — от тюркского «извилистая река»[10].

### Ойконимы
- Курган — первое название — Царёво Городище — поселение получило по Царёву кургану. До 1738 года именовался Царёво Городи́ще, до 1782 года — Царёва слобода́ или Курга́нская слобода́, в 1782 году переименован в уездный город Курган[11].
- Шадринск — основан как Шадринская слобода, в названии «Шадринская заимка» вторая часть имеет значение «место, занятое под хозяйство», а определение — производное от русского прозвищного имени Шадра («рябой от оспы») или от отчества Шадрин. В 1712 году Шадринская слобода переименована в Архангельский Шадринский городок, или Малоархангельск, по названию возведённого в ней храма во имя Архангела Михаила. После пожара 1733 года, который полностью уничтожил Шадринский городок, в документах снова упоминается как «слобода». В 1781 году Шадринск получает статус уездного города[3].
- Альменево — согласно местной легенде, получило своё название по имени рыбака Альмена, первым поставившего избу на месте будущего села.
- Белозерское — от лимнонима близлежащего Белого озера.
- Варгаши — от лимнонима близлежащего озера[6].
- Далматово — возник как слобода при Далматовском монастыре, в 1691 году слобода была переименована в село Николаевское, в 1781 году указом[12] об учреждении Пермского наместничества селу был присвоен статус уездного города с названием Далматов, в честь основателя Успенского Далматовского монастыря[13].
- Звериноголовское — от тюркского «Сувйарин-коль» (дословный перевод — «сырой овраг спускается в речную долину [Тобола]») — названия урочища, которое русские колонисты, услышав название этого урочища как «звярингол», адаптировали его к своим привычным нормам произношения — под калеку-перевод «Звериная голова»[6].
- Каргаполье — от тюркского «карга пол» (дословный перевод — «около аршина бывает» — характеристика глубины переправы возле селения)[6].
- Катайск — от гидронима Катайка[6]
- Кетово — от фамилии первопоселенцев — братьев Ивана и Григория Кетовых.
- Куртамыш — от гидронима «Куртамыш» (см. выше)
- Лебяжье — от лимнонима близлежащего озера[6]
- Макушино — от лимнонима близлежащего озера[6]
- Мишкино — от лимнонима близлежащего озера[6]
- Мокроусово — согласно местной легенде, от имени отставного драгуна Ивана Степановича Мокроусова, поставившего первый дом на берегу речки Кизак[14]
- Петухово — от лимнонима близлежащего озера[6]
- Половинное — от лимнонима близлежащего озера[6]
- Глядянское — от древнетюркского «глядяна» — «курья, заполняющаяся во время разлива»[6].
- Сафакулево — от лимнонима близлежащего озера[6].
- Целинное — ранее именовалось «Ново-Кочердык», в 1963 году переименовано в «Целинное».
- Частоозерье — согласно местной легенде, лебёдка, спасаясь от коршуна, нырнула в грозовую тучу, которая рассыпалась на множество осколков, выпавших на землю хрустальными льдинками, а из них образовалось множество голубых прозрачных озёр[15].
- Шатрово — происходит от фамилии первых поселенцев братьев Шатровых.
- Шумиха — город был основан в 1892 году как станция строившейся Западно-Сибирской железной дороги. Точных данных о происхождении топонима нет, есть версии, связывающие его с названием близлежащего озера, а также с названием сусального золота («шумиха»), которым торговали в этих местах бухарцы. Более вероятна связь с гидронимом Шумиха — «река с порожистым руслом и шумным течением», реки с таким же названием имеются в Кемеровской и Томской областях, в Красноярском крае[3].
- Щучье — от лимнонима близлежащего озера[6]
- Юргамыш — от гидронима «Юргамыш» (см. выше).

### Оронимы
- Иртыш (автодорога) — от гидронима Иртыш, происходящего, вероятно, от каз. Өртыс, означающего «горы, расположенные за пределами»[16].